# Paralimnophila (Paralimnophila) stradbrokensis
Paralimnophila (Paralimnophila) stradbrokensis is een tweevleugelige uit de familie steltmuggen (Limoniidae). De soort komt voor in het Australaziatisch gebied.